# Poupartia
A Poupartia a szappanfavirágúak (Sapindales) rendjébe, ezen belül a szömörcefélék (Anacardiaceae) családjába tartozó nemzetség.

## Tudnivalók
A Poupartia-fajok eredeti elterjedési területe, Madagaszkár és más indiai-óceáni szigetek. Legközelebbi rokonaik a Sclerocarya-fajok.

## Rendszerezés
A nemzetségbe az alábbi 5 faj tartozik:
- Poupartia borbonica J.F.Gmel.
- Poupartia castanea (Baker) Engl.
- Poupartia gummifera Sprague
- Poupartia minor (Bojer) Marchand
- Poupartia pubescens (Baker) Marchand ex Engl.

### Fordítás
- Ez a szócikk részben vagy egészben  a   Poupartia című angol Wikipédia-szócikk ezen változatának fordításán alapul.  Az eredeti cikk szerkesztőit annak laptörténete sorolja fel. Ez a jelzés csupán a megfogalmazás eredetét és a szerzői jogokat jelzi, nem szolgál a cikkben szereplő információk forrásmegjelöléseként.